# Pope Records
Pope Records är ett svenskt skivbolag bildat år 2006.

## Historik
Svensk skivbolag grundat 2006 av Mikael "Misan" Wadström och Claes Uggla med distribution av Playground Music.
Samtidigt drev Wadström och Uggla även Juju Records tillsammans med Timbuktu, Måns Asplund, Attila Galaczi och Mårten "Moe" Sakwanda. 
År 2007 och 2008 ingick Pope Records licensavtal för album med Wu-Tang Clan, RZA och EPMD i Skandinavien. 
April 2009 ingick Pope Records ett distributionsavtal med Universal Music Group.
Pope Records logotyper är skapade av Daniel Adams-Ray.

## Artister
| - Afasi & Filthy - Capetown - Dada Life - Damn! - Den svenska björnstammen - Helt off - Jacco - John Dahlbäck - Ken Ring - Maskinen - Mofeta & Jerre | - Näääk - Petter - Promoe - Rebecca & Fiona - Snook - Staygold - Style of Eye - Super Viral Brothers - Teron Beal - Tom Boxer |

### Fotnoter
1. ↑  ”Juju Records - About” (på engelska). JuJu Records. http://www.jujurecords.com/about.php. Läst 26 januari 2011.
2. 1 2 3 4 5 6 7  Olson, Claes (22 april 2009). ”Universal Music distribuerar Pope Records”. Musikindustrin. Svenska musikförläggareföreningen. http://www.musikindustrin.se/2009/04/22/universal_music_distribuerar_pope_records/. Läst 26 januari 2011.
3. 1 2 3 4 5 6 7 8  Uggla, Claes (9 september 2009). ”Oj! Mäktigt”. Pope Records. Universal Music Group. Arkiverad från originalet den 10 december 2010. https://web.archive.org/web/20101210073001/http://www.universalmusic.se/blogg/pope/2009/9/9/oj-maktigt. Läst 26 januari 2011.
4. ↑  Hindenäs, Andreas (3 november 2009). ”Dada Life till Pope Records”. Pope Records. Universal Music Group. http://www.universalmusic.se/blogg/nyheter/2009/11/3/dada-life-till-pope-records. Läst 26 januari 2011.[död länk]
5. ↑  ”Torsdag: Den Svenska Björnstammen till Park Lane”. Nattstad. 14 december 2010. Arkiverad från originalet den 5 januari 2011. https://web.archive.org/web/20110105011611/http://www.nattstad.se/magazineread.aspx?id=1439. Läst 26 januari 2011.
6. 1 2  ”Näääk skriver kontrakt med Pope Records”. Musikindustrin. Svenska musikförläggareföreningen. 13 december 2010. http://www.musikindustrin.se/2010/12/13/skivbolag_naaak_skriver_avtal_med_pope_records/. Läst 26 januari 2011.